# 아이티식스
아이티식스는 서울 강남구 논현동 242-31 영창빌딩 503호에 소재해 있는 대한민국의 홈페이지 제작 회사이다. 대표자는 김효성이다.